# Sciurus colliaei
La ardilla gris del Pacífico (Sciurus colliaei) es una especie de roedor de la familia Sciuridae.

## Distribución geográfica
Es endémica de México.